# 裴文举
裴文举（？—578年），一名举，字道裕，河东郡闻喜县（今山西省运城市闻喜县）人，出自河东裴氏的中眷裴第二房，西魏、北周官员。

## 生平
裴文举的祖父裴秀业是北魏中散大夫、天水郡太守，死后被赠予平州刺史，父亲裴邃是西魏安东将军、银青光禄大夫、正平郡太守、澄城县子，死后被赠予定州刺史。
裴文举从小忠实谨慎，学习经书史籍，大统十年（544年）以奉朝请为起家官，升任丞相府墨曹参军。当时宇文泰各个儿子都年幼，广泛挑选宾友。裴文举被选中与宇文泰的儿子们相处，受到钦佩敬重，未曾嬉戏。裴文举升任威烈将军、著作郎、中外府参军事。魏恭帝二年（555年），裴文举被赐姓贺兰氏。周孝闵帝宇文觉登基，裴文举承袭了澄城县子的爵位。
齐公宇文宪刚建立幕府时，任命裴文举为司录。周明帝宇文毓初年，裴文举屡次升任帅都督、宁远将军、大都督。等到宇文宪镇守剑南，又以裴文举为益州总管府中郎。武成二年（560年），裴文举加使持节、车骑大将军、仪同三司。蜀地富饶，经商贩卖获利百倍。有人劝说裴文举以此获利，裴文举回答说：“贵重的利益，没有超过立身的。身安则道隆，不是经商可以比的。之所以不经商，并不是讨厌钱财。”宇文宪怜惜裴文举的贫困，多次给予资助。裴文举经常谦虚，推辞的多接受的少。
保定三年（563年），裴文举升任绛州刺史。裴文举的父亲裴邃前往正平郡上任时，坚持廉洁自律，每次春日出行巡查民俗，也就是一辆车而已。裴文举此时到绛州任职，还是遵循父亲的法度。百姓赞美裴文举，受到教化。总管韦孝宽对裴文举特别敬重，每次与裴文举交谈总是不自觉的向前移动。天和初年，裴文举进号骠骑大将军、开府仪同三司，很快担任韦孝宽柱国府司马。天和六年（571年），裴文举入朝担任司宪中大夫，进爵为公，食邑总计一千户，很快转任军司马。建德元年（572年）三月，周武帝宇文邕开始亲政，他打算整顿政治，统一刑令，即便牵涉到宗室，也不加以宽容。宇文宪原来被宇文护所重用，从天和年间以后威势渐大。齐公宇文宪虽然名义上升为冢宰，实际上被夺实权。裴文举是宇文宪的侍读，周武帝经常驾临内殿，接见裴文举。周武帝对他说：“晋公宇文护反叛的迹象，朝野均知，我之所以含泪将他处死，是为了安定国家，有利百姓。从前北魏末年动乱，太祖皇帝辅佐元氏；北周上承天命，晋公才执掌大权。积久而成的习惯，变成了常规，就认为政令应当这样。难道有三十岁的天子还要被人制约吗？况且近代以来，还有一种弊病，曾经暂为部属的人，就礼敬上级犹如君王。这是扰乱社会的权宜之法，不是治理国家的办法。《诗经》说：‘日夜不敢懈怠，用来服侍一人。’一人，只能是天子。你虽然陪侍齐公，但不能形同君臣。再说太祖有十个儿子，难道都能当天子？你应当用做人的正道来规劝齐公，使我们君臣和睦，骨肉融洽，不要让我们兄弟之间互相猜疑。”裴文举拜谢而出，把这番话全部告诉了宇文宪，宇文宪指着自己的心口抚摸着小桌子说：“我平素的心意，您难道不知道吗！只是应该尽忠竭节罢了，我还有什么好说的。”建德二年（573年），裴文举又增加食邑七百户。
裴文举少年丧父，哥哥又在崤山以东，只有弟弟裴玑幼年一起生活学习，感情很深。裴玑很早去世，裴文举抚养他的子女，比对待自己的子女还要好，当时的人称赞他。当初，裴文举的叔叔裴季和担任曲沃县县令，在闻喜川去世，而叔母韦氏在正平县去世。当时东西政权对立，韦氏坟墓在北齐境内。等到裴文举在本州任职，多次悬赏募求。北齐人为裴文举孝义行为所感动，暗中合伙将韦氏的棺木送回北周，最终与裴季和合葬。
建德六年（577年），裴文举出任南青州刺史，宣政元年（578年），在任内去世。儿子裴胄继承爵位，官至大都督，早年去世。

## 家庭

### 兄弟
- 裴玑，北周骠骑将军、左光禄大夫、帅都督、闻喜县县令

### 夫人
- 郑氏，封郡君[1]

### 儿子
- 裴胄，北周大都督、澄城县公
- 裴休义，第三子，郑氏所生，早亡[1]

## 延伸阅读
[在维基数据编辑]
 《周書/卷37》，出自令狐德棻《周書》
 《北史/卷038》，出自李延壽《北史》